# Éparchie San Gregorio de Narek de Buenos Aires
L'éparchie San Gregorio de Narek de Buenos Aires (en latin : Eparchia Sancti Gregorii Narekiani Bonaërensis Armenorum ; en espagnol : Eparquía de San Gregorio de Narek en Buenos Aires) est une éparchie de l'Église catholique arménienne en Argentine et directement soumis au Saint-Siège.

## Territoire
L'éparchie a juridiction sur tous les fidèles de l'Église catholique arménienne qui résident en Argentine. Le siège éparchial est à Buenos Aires où se trouve la cathédrale Notre-Dame-de-Narek (es) avec une seule paroisse dans tout le pays.

## Historique
L'éparchie San Gregorio de Narek de Buenos Aires est érigée le 18 février 1989 par la constitution apostolique Cum Christifideles ritus Armeni in Republica Argentina du pape Jean-Paul IIen prenant sur le territoire de l'exarchat apostolique d'Amérique latine et du Mexique (es).

## Évêques
- Vartán Waldir Boghossian, S.D.B (18 février 1989 - 4 juillet 2018)
- Pablo Hakimian (4 juillet 2018 - 6 novembre 2024)